# Colectivo (transport)
Pour les articles homonymes, voir Colectivo.
Le colectivo (du mot espagnol qui signifie « transport collectif ») est le nom donné à un réseau complexe d'environ 400 lignes d'autobus qui sillonnent la zone métropolitaine de Buenos Aires, en Argentine. Ses origines remontent à 1928, lorsqu'un groupe de chauffeurs de taxi a décidé de mettre en place un itinéraire fixe, en l'annonçant par un panneau à l'avant et en permettant à plusieurs passagers de monter à bord.
Avec la disparition du tramway, ils sont devenus le premier moyen de transport, absorbant de nombreuses anciennes lignes. En raison de leur développement décentralisé et dynamique, les colectivos de la ville de Buenos Aires représentent une tradition porteño typique, et sont également appelés familièrement par le mot bondi. L'activité est gérée par quelques entreprises privées, l'entreprise qui possède le plus grand nombre de lignes est le groupe DOTA (Doscientos Ocho Transporte Automotor), suivi de La Nueva Metropol, qui compte actuellement 27 lignes.

## Description
À Buenos Aires, le colectivo est le transport public le plus utilisé, avec les avantages, selon la ligne, de fonctionner toute la journée et d'être présent dans la plupart des rues de la ville, puisque ses itinéraires sont constitués d'une série de lignes complémentaires de longue distance. Les arrêts sont identifiés par un panneau indiquant le numéro de la ligne et un résumé des principaux points du parcours. Chaque ligne porte un numéro et les unités d'une même ligne sont identifiées par une ou jusqu'à trois couleurs. L'embarquement se fait par la porte avant et le débarquement par la porte arrière ou centrale. Pour demander au conducteur de descendre, une cloche près  de la porte est mise à disposition des voyageurs qui doivent l'utiliser avant l'arrêt de destination. Le service de transport motorisé de la ville et de la région métropolitaine de Buenos Aires est composé de 91 entreprises qui exploitent 136 lignes de bus.
La tarification du service dépend de l'itinéraire emprunté, de l'origine et de la destination du passager, ainsi que du moyen de paiement. Pour les trajets des autobus urbains de service commun qui ont lieu dans la zone métropolitaine de Buenos Aires, le tarif en vigueur en 2022 oscille entre les montants suivants :
- 25,20 ARS pour les trajets de moins de 3 km ;
- 28,00 ARS pour les trajets entre 3 et 6 km ;
- 29,40 ARS pour les trajets entre 6 et 12 km ;
- 30,80 ARS pour les trajets entre 12 et 27 km ;
- 32,20 ARS si le trajet dépasse 27 km.

Par le biais d'une résolution de l'année 1972, un régime tarifaire spécial a été établi pour les écoliers qui voyagent habituellement dans les entreprises de transport par automobile de passagers, urbain et suburbain, de juridiction nationale, pour se rendre dans les établissements publics d'enseignement situés dans la ville de Buenos Aires ou en banlieue, qui à la date de la date coûte 0,05 ARS.
Le billet pour les trajets urbains est payé à l'intérieur du bus et pouvait auparavant être payé avec des pièces de monnaie, dans une machine ou avec une carte magnétique prépayée appelée Sistema Único de Boleto Electrónico (SUBE) qui est également utilisée pour les chemins de fer et le Subte de Buenos Aires (subte). Le 10 décembre 2015, ce système est devenu le moyen de paiement exclusif des bus de la zone métropolitaine de Buenos Aires.
Les bus fonctionnent 24 heures sur 24. Bien qu'après 22 heures la fréquence soit réduite à la discrétion du fournisseur de chaque ligne, la compagnie est tenue de fournir un service, au maximum, toutes les 30 minutes.